# Кандиба Іван Олексійович

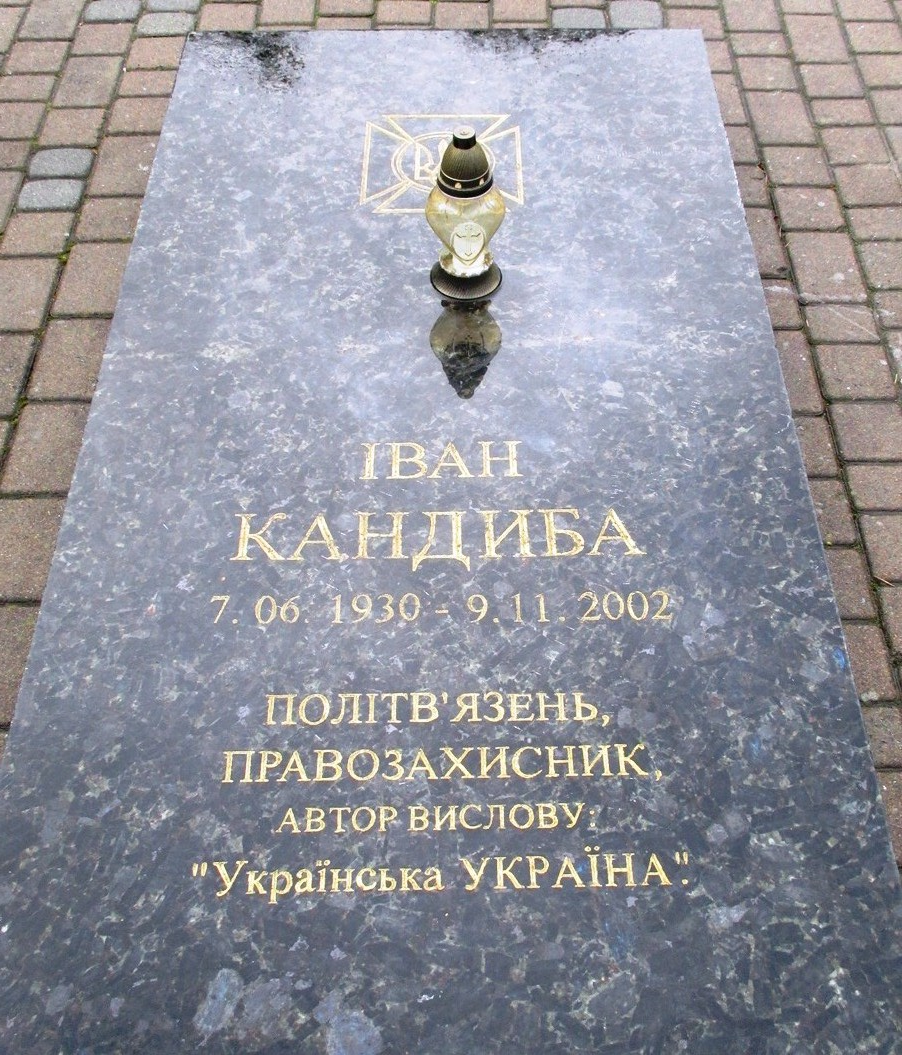
Надгробок Івана Кандиби на полі почесних поховань Личаківського цвинтаря у Львові

Іва́н Олексі́йович Кандиба (7 червня 1930, Стульно — 8 листопада 2002, Львів) — український правозахисник. Співзасновник Української Гельсінської групи (УГГ).

## З життєпису
Народився 7 червня 1930 року в селі Стульно на Холмщині (нині Польща), в селянській родині. 1945 року родина Кандиб була насильно переселена до УРСР. 1953 року закінчив юридичний факультет Львівського університету. До 1961 року працював у місті Глиняни Львівської області нотаріусом, народним суддею, адвокатом.

### Антирадянська діяльність
У 1960 році познайомився з Левком Лук'яненком. Підтримав ідею створення нелегальної марксистської партії Українська робітничо-селянська спілка (УРСС), яка б виступала за вихід України зі складу СРСР. Того ж року розгорнув активну діяльність — розповсюджував журнал «Наше слово», що видавався за кордоном, знайомив різних людей з програмою УРСС, брав участь в обговоренні програми партії.
У 1961 році 7 членів УРСС (серед них і Кандиба) були заарештовані. Іван Кандиба був засуджений до 15 років таборів суворого режиму. Карався в Мордовії та Пермській області, а також у в'язниці міста Владимира. 1969 року разом із Левком Лук'яненком та Михайлом Горинем передав за кордон «Звернення до Комісії прав людини при ООН» про геноцид політв'язнів.
Звільнився в січні 1976 року. У Львові, де жив його старий батько, Іванові Кандибі відмовили в прописці. Відтак він оселився в місті Пустомити, де мешкав у 1976—1981 роках. Працював у майстерні з полагодження електроприладів та кочегаром.
Член-засновник Української Гельсінської групи. Активний учасник УГГ — постійно листувався з політв'язнями, зустрічався з членами Московської гельсінської групи. Постійно перебував під адміністративним наглядом (мав бути вдома з восьмої вечора). За виступ із покаянням у пресі та на телебачення пропонувалися прописка у Львові та робота за фахом. Викликався до Комітету державної безпеки СРСР.
У 1981 році Іван Кандиба був заарештований. Йому інкримінували співавторство і розповсюдження антирадянських матеріалів (зокрема документів УГГ). Того ж року був засуджений до 10 років таборів особливо суворого режиму і 5 років заслання з визнанням особливо небезпечним рецидивістом.
За відмову від роботи та перехід на статус політв'язня 1988 року Іван Кандиба був запроторений до ШІЗО (штрафний ізолятор), де його тримали 65 діб.
5 вересня 1988 року Іван Кандиба помилуваний указом Президії Верховної Ради СРСР. Проте, звільнений із в'язниці лише 9 вересня, після оголошення голодування на знак протесту і після вимоги президента США Рональда Рейгана звільнити політв'язня.

### Діяльність за часів незалежності
У 1990 році брав участь у створенні Всеукраїнського політичного об'єднання «Державна Самостійність України». Перший голова партії. Засновник, а потім редактор партійної газети «Нескорена нація».
З 1992 року — член Організації Українських націоналістів (ОУН). Відразу був кооптований до комітету з легалізації та відродження ОУН в Україні (ОУНвУ). На II конференції «легальної» ОУН у 1993 році обраний заступником Голови Головного проводу ОУНвУ, а в 1996 році — Головою Головного проводу ОУНвУ.
З 2001 року — Почесний голова ОУНвУ.
Помер 8 листопада 2002 року. Похований на Личаківському цвинтарі у Львові, поле № 67.

### Державні нагороди
- Орден «За мужність» I ст. (8 листопада 2006)[4] — за громадянську мужність, самовідданість у боротьбі за утвердження ідеалів свободи і демократії та з нагоди 30-ї річниці створення Української Громадської Групи сприяння виконанню Гельсінкських угод (посмертно).

## Електронні джерела
- Кандиба Іван Олексійович [Архівовано 24 грудня 2007 у Wayback Machine.]
- Кандиба Іван Олексійович на сайті «Дисидентський рух в Україні»